# Потомак
Пото̀мак (на английски: Potomac River) е река в североизточната част на САЩ, протичаща през щатите Западна Вирджиния, Мериленд и Вирджиния и Окръг Колумбия. Дължината ѝ е 469 km (заедно с дясната съставяща я река Южен Потомак 652 km, а с естуара си – 780 km). Площ на водосборния басейн 38 073 km².

## Извор, течение, устие
Река Потомак се образува на 161 m н.в., на границата между щатите Мериленд и Западна Вирджиния от сливането на двете съставящи я реки Северен Потомак (лява съставяща) и Южен Потомак (дясна съставяща), извиращи от планината Апалачи. По цялото си протежение служи за граница между щатите Мериленд и Западна Вирджиния, Мериленд и Вирджиния, Окръг Колумбия и щата Вирджиния. Течението ѝ е съпроводено с множество планински меандри и прагове при пресичането на платото Пидмънт. При столицата Вашингтон започва големия и дълъг 128 km естуар, чрез който се влива в западната част на залива Чесапийк на Атлантическия океан.

## Притоци, хидроложки показатели
Основните притоци на река Потомак са: леви – Северен Потомак (163 km), Монокаки (93 km); десни – Южен Потомак (183 km), Какапон (130 km), Шенандоа (90 km), Грос Крийк (89 km). Подхранването ѝ е предимно снежно-дъждовно. Пълноводието ѝ е през зимата и пролетта. Среден годишен отток при столицата Вашингтон за периода от 1931 до 2018 г. – 325,6 m³/s.

## Стопанско значение, селища
Река Потомак е плаветелна за морски съдове от средна величина до Вашингтон, а за по-малки – до Големите прагове (на 22 km нагоре по течението от град Вашингтон). От тук до град Къмбърланд паралелно на коритото на реката, в обход на праговете и малките водопади е изграден плавателен канал, по който могат да плават плитко газещи речни съдове. На левия бряг на реката е разположена столицата на САЩ град Вашингтон.